# Hernan Peña Patiño
Hernan Peña Patiño (Sogamoso, 6 de mayo de 1942 - 16 de marzo de 2014) fue un periodista colombiano con estudios en el Colegio Superior de Telecomunicaciones Bogotá, varios seminarios de Actualización para Periodistas a nivel Nacional, Diplomado en Periodismo Público ESAP para Boyacá y Casanare con sede en Tunja, miembro durante varios años de la Asociación Colombiana de Periodistas, delegado por Boyacá a dos congresos Nacionales de Periodista (en Pasto con visita al Ecuador y Bogotá 1 semana) Cubrimiento de la información para diferentes Medios del País, como designado por el Departamento de Boyacá en giras y desplazamientos de Gobernadores tanto por aire como por tierra, territorios nacionales incluyendo Casanare.
Además de haberse desempeñado como Redactor de Noticieros en RCN., CARACOL, GRUPO LIBERTADORES DE EMISORAS, EMISORA COMUNITARIA SOL ESTEREO Y RADIO SEMILLAS, fundador con Licencia del Ministerio de Gobierno del los Periódicos semanarios informativo El Reportaje de Boyacá y también El Boyacá Deportivo, que se editaron durante algún tiempo en la Imprenta Departamental, luego en Litografías de Bogotá, Tunja y Sogamoso, para luego Editarse en la actual Sede propia Sogamoso.

## Vida personal y familiar
Hijo de una pareja humilde cuyos valores humanos y desarrollo de sus actividades, Joselyn Peña Cruz ebanista luego Modelista en Acerías Paz del Río y como Jefe de Modelos en la industria Militar le fueron concedidos varios reconocimientos a nivel Nacional, su esposa Rosalbina Patiño de Peña Educadora por más de 30 años en la provincia de Sugamuxi también recibió reconocimientos del Departamento . De esta unión seis (6) hijos todos profesionales así: Mariela, Licenciada en Matemáticas se pensionó en el Integrado Joaquín González Camargo de Sogamoso, Hernán, con tarjeta profesional de periodista expedida por el Ministerio de Gobierno, diplomado ESAP en Periodismo Público, y haciendo doble carrera también obtuvo el título de contador, Lilia, magíster en Educación, con varios postgrados, rectora de varios colegios de Boyacá, pensionada rectora instituto Integrado Sogamoso, Edilberto, ingeniero metalúrgico Universidad Libre de Colombia, Mery licenciada en Educación Especial, pensionada y condecoraciones en Sogamoso. Finalmente Joselyn Abogado Universidad Nacional, Directivo DIAN con más de 15 años en el ejercicio de la Profesión. Para destacar, Joselyn y Rosalbina de extracción campesina a base de muchos sacrificios formaron esta familia que ha sido ejemplo para las nuevas generaciones quienes ya también han alcanzado importantes logros en el País y en el Exterior.
Hernán Peña Patiño, contaba con dos hijos, uno, Julio Hernán, quien luego de hacer estudios en el Instituto Joaquín González Camargo de Sogamoso, estuvo por espacio de tres años y medio en el exterior, España, Francia, Italia y Alemania de donde llegó nuevamente a Colombia de vacaciones, pero antes de regresar a Europa, pasando un fin de semana en Medellín, por atraco fue ultimado con arma de fuego.
El otro hijo Miguel Ángel  terminó su posgrado en Administración de Empresas en la U.P.T.C. Tunja, es especialista en Gerencia del Talento Humano de la misma universidad y realizó estudios de Comunicación y TIC en el SENA. 
La carrera Periodística que ha realizado Hernán Peña Patiño, le ha proporcionado satisfacciones, contando entre sus buenos amigos, a presidentes de la República y otros personajes a nivel Nacional, no solo del Gobierno sino de la Farándula, la industria, el Comercio la Banca y otros.

## Periódico Virtual
A la actualización y expansión del servicio informativo se ha vinculado el Joven Periodista Miguel Ángel Peña Moreno, quien aparte de alguna experiencia en el manejo del Periódico, cuenta con Créditos SENA como Técnico en Comunicación nivel Gerencial.
En su carrera Periodística Hernán, desde 1963 estuvo vinculado al progreso y desarrollo de Boyacá, especialmente en Sogamoso donde su contribución en la realización de diferentes obras, proyectos y programas fueron de gran valía por ejemplo, en la construcción del Estadio Olímpico del Sol, Construcción, del Coliseo Cubierto Alfonso Patiño Rosselli, la realización como miembro de la CORFET (Corporación de Ferias y Fiestas) de verdaderas festividades tradicionales con Reinados Latinoamericanos, Nacionales y Departamentales siendo las candidatas participantes, auténticas oriundas de su País, o departamento que representaban, además de otros eventos que hicieron saltar el nombre de Sogamoso Boyacá y Colombia a nivel Internacional, también en lo deportivo, por ejemplo haciendo posible la participación de atletas como Orlando Avella Pérez en competencias internacionales, Periodista en la Voz de los Libertadores, cuando Clemente J. Rodríguez y Hernando Garzón Eslava como propietarios de la Emisora, fundaron dando comienzo a la tradicional Prueba Atlética Internacional. 
En su trayectoria periodística logró importantes entrevistas y reportajes a Presidentes, Ministros y otros personajes de talla nacional e internacional, algunas de las cuales fueron retransmitidas hasta por varias veces en los Noticieros de las cadenas Radiales y publicadas en medios escritos, además de conocerse casi a diario sus corresponsalías en los principales Medios del País. Fundador del Periódico El Reportaje de Boyacá (1977), que modificaría su Razón Social como El Reportaje Noticias y Opinión, donde sus temas y estilo de escribir han tenido la mejor aceptación entre los lectores; en materia de Periodismo Deportivo , incursionó con mucho éxito por los años 1964 con el primer programa Radial Deportivo, en el único medio Radial en la Región, Radio Sogamoso de R.C.N. una de las dos Emisoras que existían en el Departamento, para luego y con motivo de la inauguración del Estadio Olímpico del Sol, convertirse también en el narrador del partido de inauguración de Fútbol con los equipos profesionales y en el concurso de El Totogol. En Materia deportiva rodó con la suerte de que se le dieran las cosas y fuera también el primer narrador en Sogamoso de importantes encuentros de talla departamental y nacional de Basquetbol, con los comentarios y mensajes comerciales en la voz de otro periodista, César Rodríguez Granados, a través de la recién llegada La Voz del Oriente de Caracol.
Durante su juventud Hernán Peña fue consagrado deportista habiendo integrado equipos de basquetbol, en dos oportunidades representativos de Boyacá y otras de Sogamoso; Como joven entrenador de basquetbol, consiguió el Subcampeonato Regional con un equipo Femenino del Barrio Libertador, perdiendo el campeonato en el segundo tiempo extra en los últimos segundos, ante el veterano y tradicional equipo del SENA en este equipo del Libertador, se formaron grandes deportistas que como “Toya” y Nohora Gómez que se destacaron a nivel Nacional. En fútbol durante época de estudiante, campeón departamental, en su posición de arquero con el representativo del entonces Instituto Pedagógico Industrial de Duitama Dependencia de la Universidad U.P.T.C. de Tunja capital Boyacense.

## Otros cargos
Hernán Peña Patiño disponiendo de sus estudios también como Contador, desempeñó durante algún tiempo el Cargo de Auditor del SENA en Boyacá, llegando luego, al descentralizarse la Contraloría General de la República, a asumir como Jefe de Examen de Cuentas de esa entidad, para las provincias de Sugamuxi , Tundama y parte de Casanare.
No solo en la Contraloría General de la República sino en el Ministerio de Gobierno como Promotor y Técnico , a través de la DIGIDEC manejó y asesoró las Acciones Comunales de 19 municipios en Boyacá y Casanare.
En la Gobernación de Jorge Perico Cárdenas también fue Secretario del Gobierno Departamental de Acciones comunales y participación Ciudadana. Entre las distinciones que le han sido otorgadas al Periodista Hernán Peña Patiño, están, Medalla de Oro entregada por Coldeportes Nacional, durante ceremonia de premiación , por su brillante desempeño en el cubrimiento, como Jefe de Prensa para todos los medios del país, de la fase final nacional de los Juegos Intercolegiados realizada en Sogamoso 1994 ; el haber sido declarado por decreto del Alcalde Municipal (q.u.e.p.d.) Rafael Sandoval Medina como Ciudadano Ejemplar, además de exaltación y diplomas de honor como dirigente Comunitario a Nivel Nacional por la DIGIDEG , entre otras realizaciones, durante su Jefatura de Prensa del Municipio, creó el Premio Bochica al periodismo Boyacense, habiendo entregado en ceremonia oficial, a los Periodistas exaltados por sus ejecutorias en pro de Sogamoso, estatuillas en bronce ofreciéndoles además la presentación de artistas nacionales como Juan Peña Hoyos y de otra parte la creación de la Gaceta Oficial del Municipio “BOCHICA”, la cual no se volvió a editar por la situación política del municipio a raíz del cambio de administración.
Actualmente y cuando el Periodista Hernán Peña Patiño ha anunciado su retiro como activo, para el seis de septiembre del presente año 2010 , en su afán de colaboración en el progreso de Sogamoso, dejará su Periódico ahora con la Dirección del también periodista su hijo Miguel Ángel Peña Moreno, además de la sección de los impresos que conocemos, a través de una página WEB como periódico virtual, que desde ya ha comenzado a dar resultados conocidos por los mensajes de felicitaciones agradecimientos de Sogamoseños y Boyacenses radicados en el exterior.
Por lo anterior son muchos los coterráneos que reclaman un reconocimiento en vida al ilustre Periodista.